# Roerom

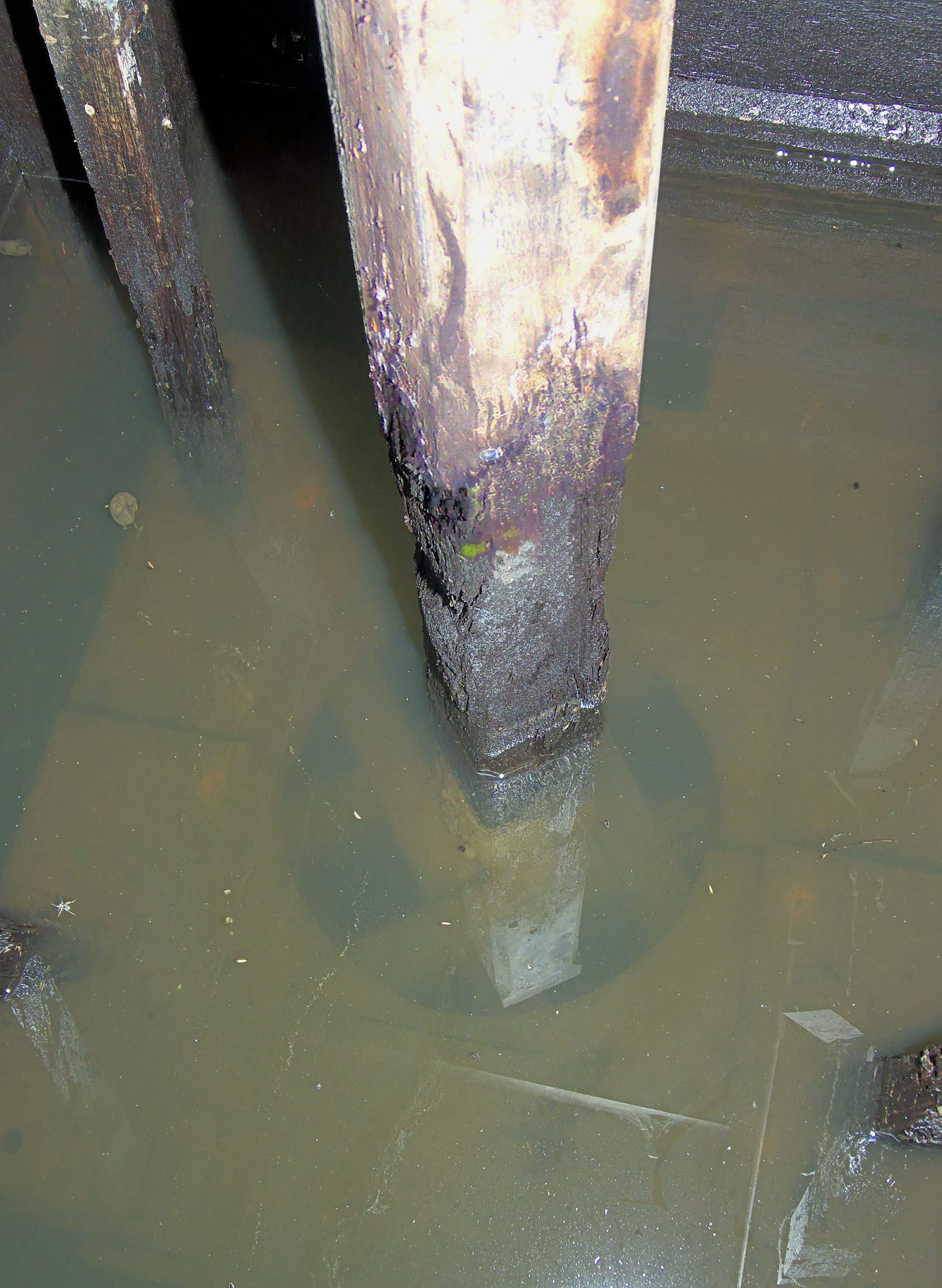
Roerom van de weidemolen 't Veertje, Hellouw, Gelderland

Een roerom is het wateropvoerwerktuig van een weidemolen.
Het is een houten waaierpomp onder het wateroppervak, te vergelijken met een simpele centrifugaalpomp. Dit pompsysteem dateert uit 1842 en is afkomstig uit de Zaanstreek. Het werd gebruikt in weidemolens met een maximaal gevlucht van 5 meter. De maximale opvoerhoogte is ongeveer 50 cm.
Een kleine houten weidemolen volgens dit systeem is onder meer te zien in het Openluchtmuseum te Arnhem.